# Pablo Lara
Pablo Lara, né le 30 mai 1968 à Santa Clara, est un haltérophile cubain.

## Palmarès

### Jeux olympiques
- Barcelone 1992
  -  Médaille d'argent en moins de 75 kg.
- Atlanta 1996
  -  Médaille d'or en moins de 75 kg[1].

### Championnats du monde
- Athènes 1989
  -  Médaille de bronze en moins de 75 kg.
- Donaueschingen 1991
  -  Médaille d'or en moins de 75 kg.
- Istanbul 1994
  -  Médaille d'or en moins de 75 kg.
- Guangzhou 1995
  -  Médaille d'or en moins de 75 kg.

### Jeux panaméricains
- Indianapolis 1987
  -  Médaille d'or en moins de 75 kg.
- La Havane 1991
  -  Médaille d'or en moins de 75 kg.
- Mar del Plata 1995
  -  Médaille d'or en moins de 75 kg.